# Бонневье-Свендсен, Юли
Ю́ли Бо́нневье-Све́ндсен (норв. Julie Bonnevie-Svendsen; 16 апреля 1987, Ниттедал, Акерсхус, Норвегия) — норвежская биатлонистка, обладательница бронзовой медали чемпионата мира 2007 среди юниоров в эстафете. Неоднократный призёр чемпионатов мира по лыжным видам спорта среди военных в биатлоне и лыжных гонках. лучший результат на этапах кубка мира по биатлону 7-е место. В сезоне  2008/2009 годов.
Завершила карьеру в сезоне 2009/2010 годов.

## Кубок мира
- 2005—2006 — 64-е место
- 2007—2008 — 35-е место
- 2008—2009 — 29-е место